# Herma Kennel
Herma Kennel (* 20. června 1944, Pirmasens, Německo) je německá spisovatelka a ilustrátorka.

## Dílo
- KENNEL, Herma. BergersDorf : ein Tatsachenroman. Furth im Wald: Vitalis, 2003. ISBN 3-89919-028-9. S. 351.

Román popisuje dění v době 2. světové války v obci Kamenná (německy Bergersdorf) a v Dobroníně. V knize se objevila i zmínka o masové vraždě Němců na louce Budínka nedaleko Dobronína v květnu roku 1945.
- Die Welt im Frühling verlassen. 2008, 264 stran - o protinacistickém odboji v Brně.

### Dětské knihy
- Der Bär mit den fliegenden Hüten
- Ein Lamm im Haus

## Ocenění
- Cena Svazu osvobozených politických vězňů